# Cordon d'enrochement
En ingénierie côtière, un cordon d'enrochement ou « perré » est un entassement de granulats ou le plus souvent de blocs de pierre d'assez grandes dimensions non liés entre eux. Disposé le long du littoral, ce riprap absorbe une partie de l’énergie de la houle pour bloquer, ou au moins freiner l'érosion marine. La pertinence de ces constructions est discutée.

## Description

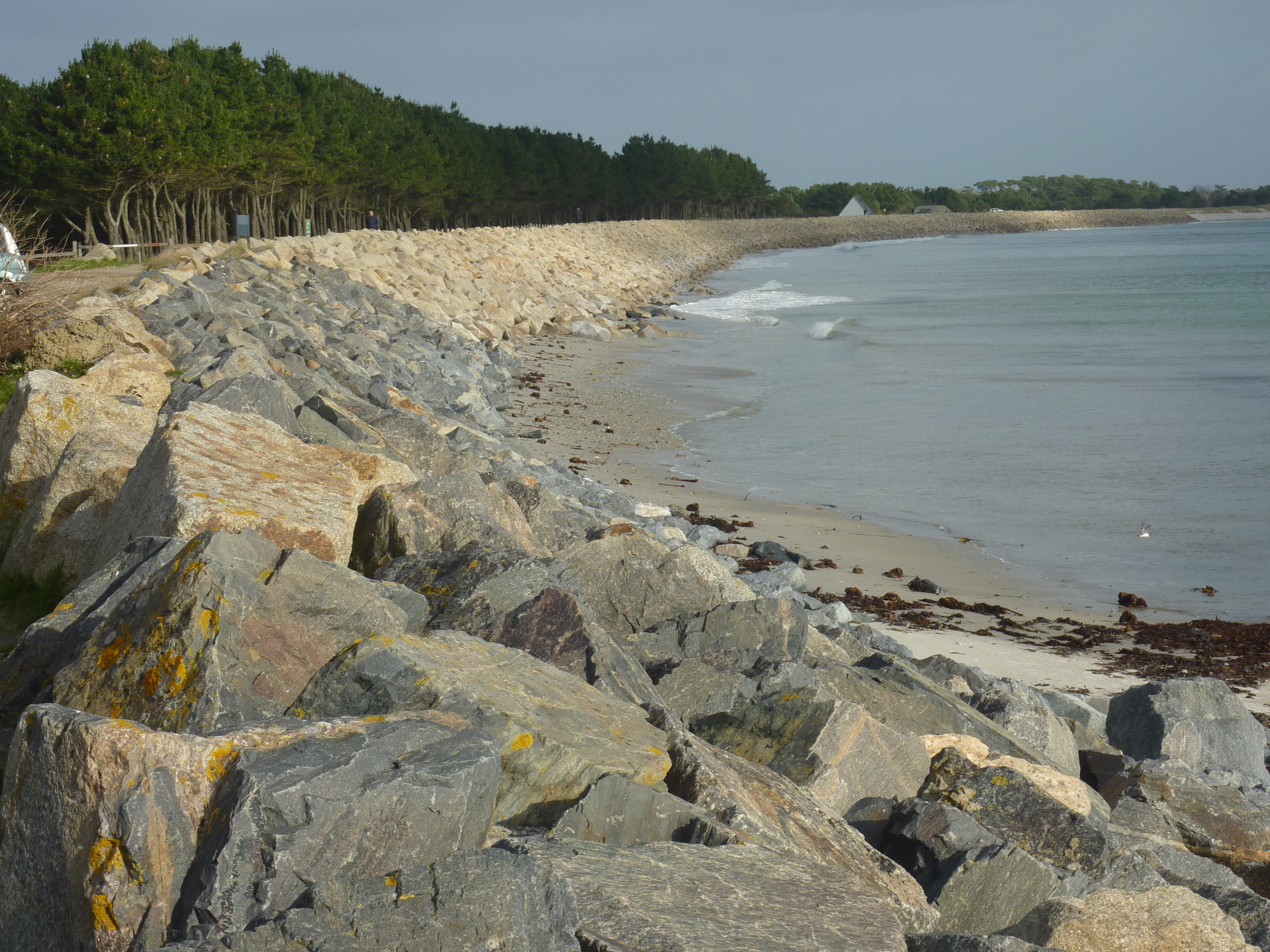
Le cordon d'enrochements protégeant la dune de la plage du Grand Large et de la plage de Cleut Rouz qui sépare le marais de Mousterlin de l'Océan atlantique (commune de Fouesnant)

Il est possible d'estimer le diamètre médian minimum pour que l'enrochement soit stable pour une vitesse d'écoulement donnée avec la formule d’Isbach. Cette formule permet d'évaluer le diamètre médian D50 minimum pour qu'il n'y ait pas de charriage pour une vitesse U du courant à leur voisinage : 
{\displaystyle D_{50}\geq {\frac {b}{\lambda }}\times {\frac {V_{v}^{2}}{2g}}\times {\frac {\gamma _{e}}{\gamma _{S}-\gamma _{e}}}}
où 
- {\displaystyle D_{50}} : diamètre médian des blocs (m)
- {\displaystyle V_{v}}: vitesse du courant au droit de l'enrochement (m/s)
- {\displaystyle b} = 0,7 (enrochements enchâssés)
- {\displaystyle \gamma _{S}} : masse volumique des blocs (kg/m3)
- {\displaystyle \gamma _{e}} : masse volumique de l'eau (kg/m3)
- {\displaystyle \lambda } : coefficient de Lane

## Contestation de leur pertinence
De nombreuses études contestent ou critiquent les cordons d'enrochement, par exemple dans le cas du littoral du Languedoc et du delta du Rhône, mais d'autres affirment leur pertinence dans certains cas, par exemple lors de la tempête Xynthia sur l'île d'Oléron et le long des plages vendéennes et charentaises.

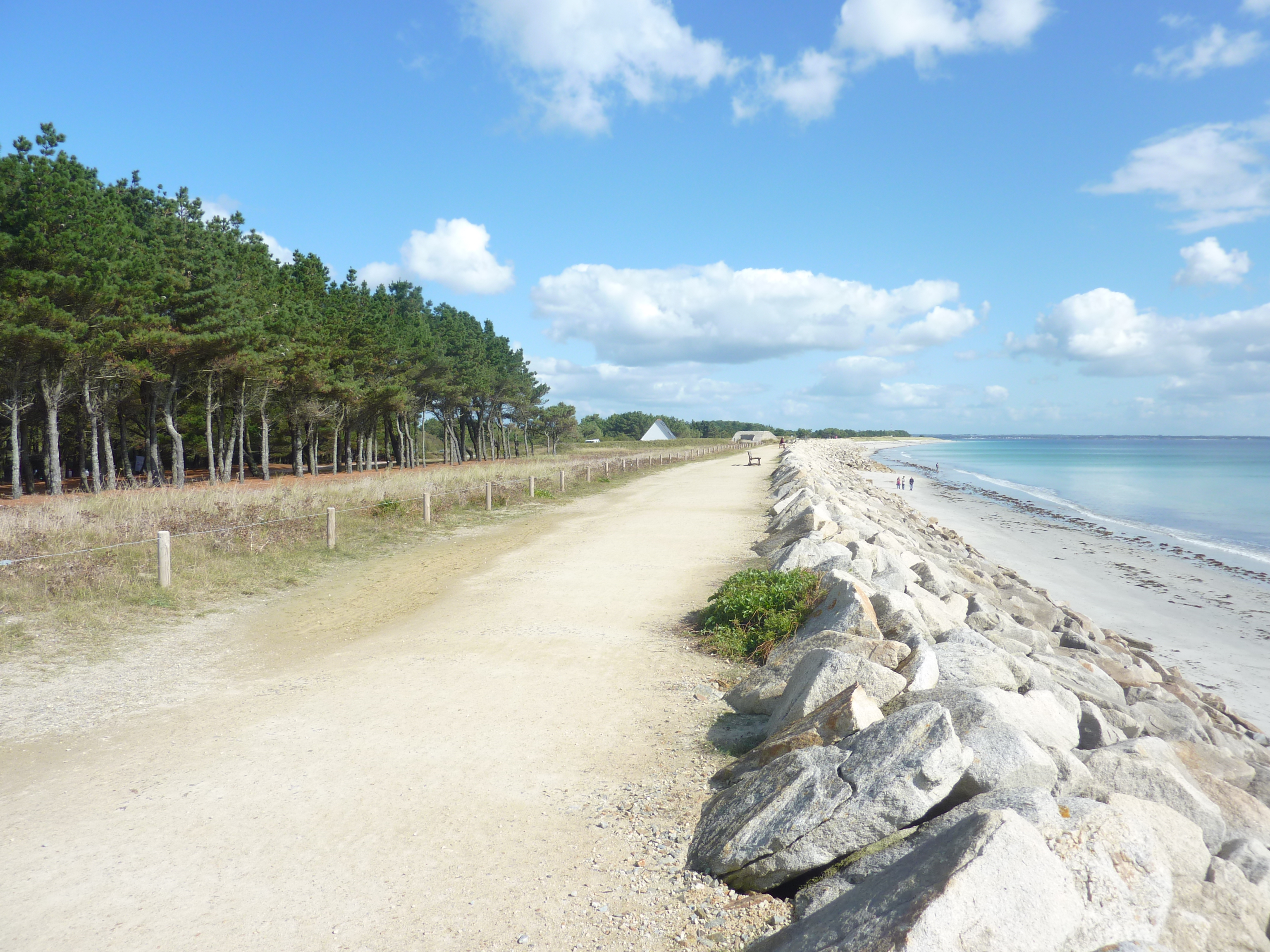
Partie sommitale du cordon d'enrochement de la plage de Cleut Rouz à Mousterlin en Fouesnant, qui protège les dunes de Mousterlin et le polder
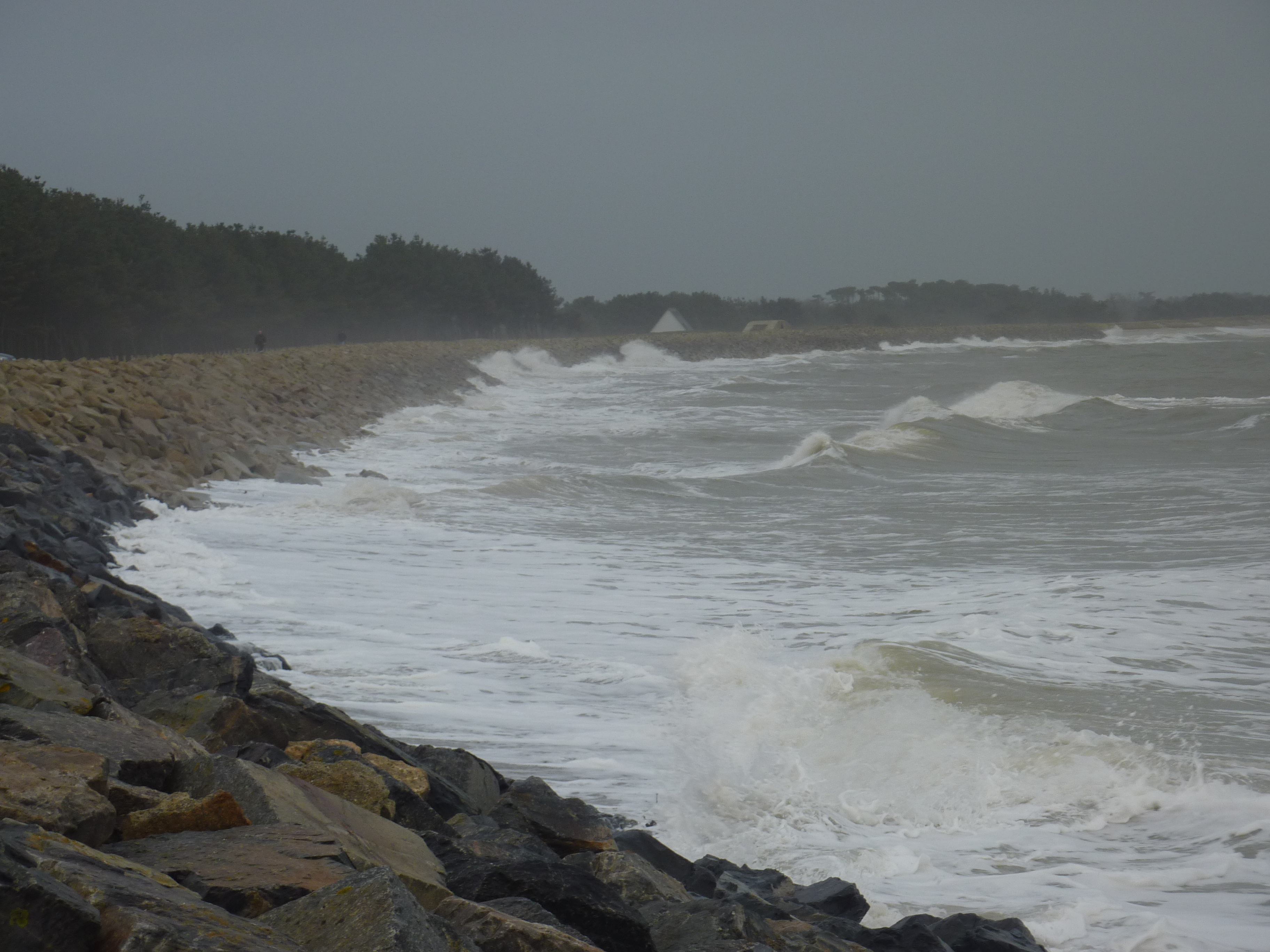
La tempête du 29 janvier 2013 à l'assaut du cordon d'enrochement protégeant le marais de Mousterlin à Cleut Rouz en Fouesnant